# Uracis imbuta
Uracis imbuta is een libellensoort uit de familie van de korenbouten (Libellulidae), onderorde echte libellen (Anisoptera).
De wetenschappelijke naam Uracis imbuta is voor het eerst geldig gepubliceerd in 1839 door Burmeister.